# Léonor Goyon de Matignon (1637-1714)
Ne doit pas être confondu avec Léonor de Goyon de Matignon (1677-1757).
Pour les autres membres de la famille, voir Famille de Goüyon.
Léonor II Goyon  de Matignon, né le 5 septembre 1637 à   Thorigny et   mort le 14 juillet 1714 à Paris, est un prélat français, évêque de Lisieux au XVIIe siècle et au début du XVIIIe siècle.  

## Biographie
Léonor Goyon de Matignon descend de la famille de Goüyon, seigneurs de Matignon, une famille de la noblesse bretonne et normande dont l'origine remonte au XIIe siècle. Plusieurs de ses membres se distingueront au service de l'Église catholique ou de la Couronne de France. Il est le deuxième fils de François Goyon, comte de Thorigny et de Gacé, chevalier des ordres du roi, gouverneur de la Basse-Normandie, et d'Anne Malon de Bercy, et le neveu de Léonor Goyon de Matignon Ier, évêque  de Lisieux.
Léonor est abbé commendataire de Lessay (1676-1714), doyen de Lisieux, aumônier du roi et conseiller du frère de ce monarque, lorsque, par la cession de son oncle en 1674, il est élevé sur le siège épiscopal de Lisieux et consacré en 1677 par Charles-Maurice Le Tellier, l'archevêque de Reims, dans le noviciat des Jésuites de Paris. Son premier soin est de restaurer son palais épiscopal et d'embellir son église. Il construit deux séminaires, dont l'un pour vingt clercs pauvres ou se destinant à la prêtrise. Goyon fonde aussi deux hôpitaux. Il meurt à Paris mais son corps est rapporté à Lisieux pour y être inhumé.

## Source
- Honoré Fisquet, La France pontificale.